# Ioánnis Fetfatzídis
Ioánnis Fetfatzídis (grec moderne : Ιωάννης Φετφατζίδης, né le 21 décembre 1990 à Dráma en Grèce) est un footballeur international grec, évoluant au poste de milieu de terrain à l'Aris Salonique FC.

## Biographie

### En club
Avec le club de l'Olympiakos Le Pirée, il joue 53 matchs en première division grecque, inscrivant cinq buts. Il participe également aux compétitions européennes, avec trois matchs en Ligue des champions (un but), et quatre matchs en Ligue Europa (un but).
Ioànnis Fetfatzìdis s'engage au Genoa CFC, le 2 septembre 2013, pour un montant estimé à 4 millions d'euros. Avec les équipes du Genoa CFC et du Chievo Vérone, il joue 40 matchs en première division italienne, inscrivant quatre buts.
Avec le club d'Al-Ahli Saudi FC, il participe à plusieurs reprises à la Ligue des champions d'Asie.
Le 1er février 2019, il s'engage pour six mois avec l'Áris FC.

### En équipe nationale
Il reçoit sa première sélection en équipe de Grèce le 8 octobre 2010, contre la Lettonie. Ce match gagné 1-0 au Pirée rentre dans le cadre des éliminatoires de l'Euro 2012.
Le 9 février 2011, il inscrit son premier but lors d'un match amical contre le Canada (victoire 1-0 à Larissa). Par la suite, le 4 juin 2011, il inscrit un doublé contre Malte (victoire 3-1 au Pirée).
Il dispute ensuite quatre matchs rentrant dans le cadre des éliminatoires du mondial 2014.

## Statistiques
| Saison                | Club                  | Championnat           | Championnat | Championnat | Coupe nationale | Coupe nationale | Coupe de la Ligue | Coupe de la Ligue | Compétition(s) continentale(s) | Compétition(s) continentale(s) | Compétition(s) continentale(s) | Grèce | Grèce | Total | Total |
| Saison                | Club                  | Division              | M.          | B.          | M.              | B.              | M.                | B.                | Comp.                          | M.                             | B.                             | M.    | B.    | M.    | B.    |
| 2009-2010             | Olympiakos            | Superleague Elláda    | 3           | 0           | -               | -               | -                 | -                 | C1                             | 1                              | 0                              | -     | -     | 4     | 0     |
| 2010-2011             | Olympiakos            | Superleague Elláda    | 19          | 2           | 3               | 0               | -                 | -                 | C1+C3                          | 1+1                            | 0+1                            | 8     | 3     | 32    | 6     |
| 2011-2012             | Olympiakos            | Superleague Elláda    | 17          | 3           | 3               | 0               | -                 | -                 | C1+C3                          | 1+1                            | 0+1                            | 5     | 0     | 27    | 4     |
| 2012-2013             | Olympiakos            | Superleague Elláda    | 2           | 0           | -               | -               | -                 | -                 | C1                             | -                              | -                              | -     | -     | 2     | 0     |
| Total sur la carrière | Total sur la carrière | Total sur la carrière | 41          | 5           | 6               | 0               | -                 | -                 | -                              | 5                              | 2                              | 13    | 3     | 65    | 10    |

## Palmarès
Avec l'Olympiakos
- Champion de Grèce en 2011, 2012, 2013 et 2014
- Vainqueur de la Coupe de Grèce en 2012

Avec l'Al-Ahli Djeddah
- Champion d'Arabie saoudite en 2016
- Vice-champion d'Arabie saoudite en 2017
- Vainqueur de la Coupe d'Arabie saoudite en 2016
- Vainqueur de la Coupe du Roi des champions d'Arabie saoudite en 2016
- Finaliste de la Coupe du Roi des champions d'Arabie saoudite en 2017
- Vainqueur de la Supercoupe d'Arabie saoudite en 2016